# أرباد كونز
أرباد كونز (بالمجرية: Göncz Árpád) (مواليد 10 فبراير 1922 في بودابست، مملكة المجر - الوفاة 6 أكتوبر 2015)، كان أول رئيس منتخب ديمقراطياً في المجر بالفترة من 2 مايو 1990 - 4 أغسطس 2000. وقد لعِب دوراً مُهماً في الثورة المجرية 1956. وكان عضو مؤسس ونائب رئيس تحالف الديمقراطيين الأحرار (SZDSZ) ورئيس الجمعية الوطنية المجرية قبل أن يصبح رئيساً.
وكان عضواً في المجلس الاستشاري الدولي لمؤسسة ضحايا الشيوعية مؤسسة.

## حياته
تخرج أرباد كونز من جامعة بودابست بيتر في القانون سنة 1944. كما عمل كاتباً ونشرت عدة روايات ومسرحيات ومقالات، وترجم العديد من الأعمال النثرية من الإنجليزية إلى المجرية.
خلال الحرب العالمية الثانية جُند لصالح ألمانيا؛ لكنه انشق عنهم وانضم إلى حركة المقاومة. في أواخر عام 1944، وجدت غونسيس نفسه في بودابست عندما طوق الجيش الأحمر العاصمة المجرية، خلال حصار بودابست.
بعد الحرب، في عام 1945 انضم إلى حزب صغار المزارعين المستقلين وكان زعيم تنظيم الشباب في الحزب ل بودابست وكذلك السكرتير الشخصي للأمين العام. بعد حل الحزب مع استيلاء الشيوعيين على السلطة، كان يعمل كعامل يدوي بأجر.

## روابط خارجية
- أرباد كونز على موقع IMDb (الإنجليزية)
- أرباد كونز على موقع مونزينجر (الألمانية)
- أرباد كونز على موقع كينوبويسك (الروسية)
- أرباد كونز على موقع أوليمبيديا (الإنجليزية)